# Новый Труд (Херсонская область)
Новый Труд (укр. Новий Труд) — село в Генической городской общине Генического района Херсонской области Украины.
Население по переписи 2001 года составляло 335 человек. Почтовый индекс — 75571. Телефонный код — 5534. Код КОАТУУ — 6522188006.

## История
24 февраля 2022 г. с. Новый Труд было оккупировано Россией.  
В 1946 году указом ПВС УССР хутор 39-й участок переименован в Новый Труд.

## Местный совет
75570, Херсонская обл., Генический р-н, с. Чонгар, ул. Гагарина, 20а